# NGC 346
NGC 346 је расејано јато са емисионом маглином у сазвежђу Тукан које се налази на NGC листи објеката дубоког неба.
Деклинација објекта је - 72° 10' 38" а ректасцензија 0h 59m 5,0s. Привидна величина (магнитуда) објекта NGC 346 износи 13,9. NGC 346 је још познат и под ознакама ESO 51-SC10.